# Anisozyga subliturata
Anisozyga subliturata là một loài bướm đêm trong họ Geometridae.